# 大久保忠宣
九代大久保忠宣（おおくぼ ただのぶ）は、大久保玄蕃知行所の9代目にして最後の領主、上級旗本。6000石を知行し幕府大監察を勤める。通称は四郎左衛門、紀伊守。
慶応4年（1868年）彰義隊に加わり上野戦争で戦死した。享年50ほど。

## 生涯
- 文久2年（1862年）[3]
  - 12月6日 寄合より寄合肝煎
- 文久3年（1863年）[3]
  - 3月5日 甲府勤番
- 文久3年（1863年）[3]
  - 10月11日 神奈川奉行（2000石）
- 元治元年（1864年）[3]
  - 8月3日 大目付
- 慶応元年（1865年）[3]
  - 10月16日 思し召しにより、役を免ぜられ、差控の処分を受ける（寄合）
- 慶応3年（1867年）[3]
  - 8月13日 寄合より元大目付 寄合肝煎再役
- 慶応4年（1868年）[3]
  - 2月11日 駿府町奉行
  - 2月20日。駿府町奉行を旧幕府より罷免される[4]。
- 慶応4年（1868年）彰義隊に加わり上野戦争で銃弾を受け戦死[2]

## 彰義隊
忠宣は慶応4年（1868年）2月20日、駿府町奉行を旧幕府より罷免された後、彰義隊に加わる。江戸の警備を担っていたものの賊軍とされ、上野の寛永寺に立てこもり官軍と戦う。上野戦争の終盤、根本中堂前の最後の決戦時に、忠宣は残り100名の彰義隊を引き連れ、東照宮の旗を持ち官軍に立ちはだかるも、忠宣は額に砲弾を受け倒れる。これを見て残った彰義隊は3人（天野八郎、新井鐐太郎、紀伊守家来の常助）だったという。